# 그래픽 어드벤처 게임

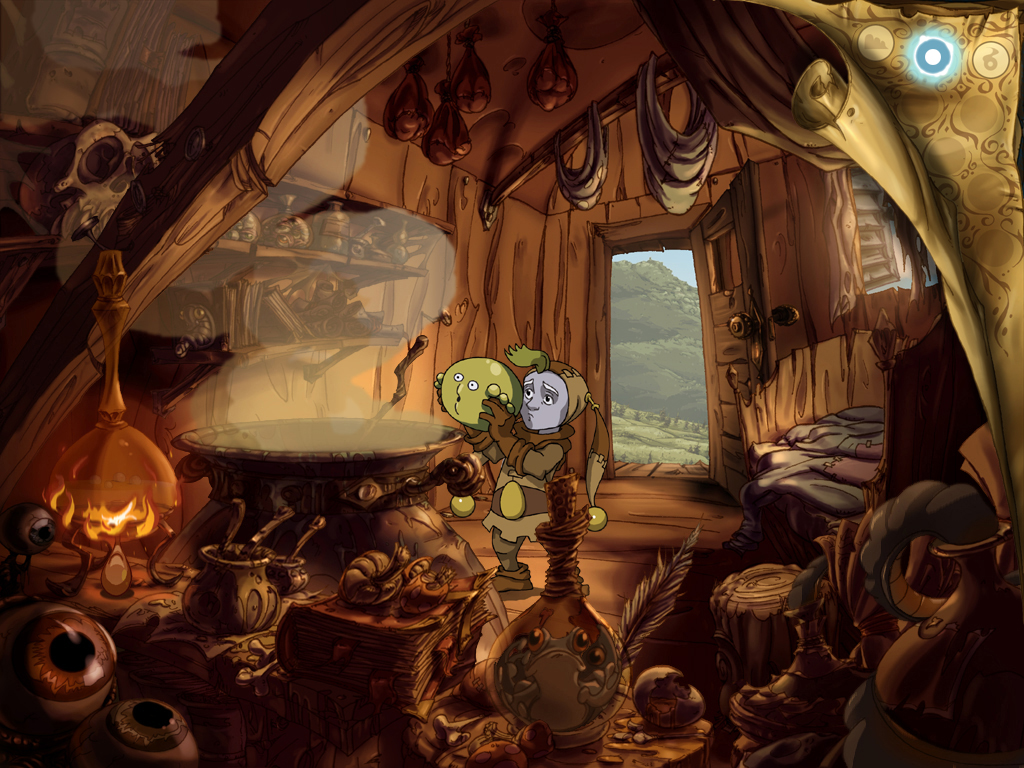
PC게임 The Whispered World의 스크린샷

그래픽 어드벤처 게임은 어드벤처 게임의 유형 중 하나이다. 텍스트 어드벤처와는 다르게 구별된다. 텍스트 기반의 어드벤처 게임에서 플레이어가 반드시 명령어를 입력해야 했던 반면, 그래픽 어드벤처는 인간의 시각적 인식을 이용함으로써 게임 플레이 방식의 혁신을 불러일으켰다. 결국, 텍스트 파서 인터페이스를 차용한 이전 인터랙티브 픽션 게임들은 플레이어가 화면 속 커서를 이용해 게임 환경 및 오브젝트와 상호 작용할 수 있는 포인트 앤 클릭 인터페이스에 밀려 점차 자취를 감추었다. 이 유형의 대부분의 게임에서 마우스 포인터는 문맥 대응 장치로 여러 가지의 오브젝트의 여러 가지의 행동을 적용할 수 있다.

## 같이 보기
- 비주얼 노벨